# Paganalia
Paganalia – rzymskie święto ku czci Ceres (bogini wegetacji i urodzaju) i Tellus (bogini płodności), tzw. święto siewu, obchodzone corocznie 2 lutego.
Tego dnia składano ofiary w postaci tradycyjnych placków ofiarnych, wypieków domowych oraz ciężarnej maciory dla Ceres i Mater Tellus, błagając w ten sposób o ochronę zasiewów przed niszczeniem (ptakami, mrówkami, zimnem, złą pogodą, chwastami i pasożytami).